# Казина, Александра Никандровна
Алекса́ндра Ника́ндровна Ка́зина (урождённая Голенищева-Кутузова; 26 августа [7 сентября] 1837 — 23 марта 1918, Торопец Псковской губернии) — русская писательница, автор рассказов и очерков.

## Биография
Из дворянской семьи; отец, коллежский секретарь, служил (с 1837) в Придворной конторе «приходчиком к петергофским кладовым». Окончила Павловский институт благородных девиц в Санкт-Петербурге (1855). Вышла замуж за отставного поручика; имела четырёх детей. В 1860—1869 годах жила в Германии.
Обратила на себя внимание талантливыми очерками, напечатанными в «Отечественных записках» под названием «Картинки домашнего воспитания» (под псевдонимом А—ва). Здесь же были напечатаны её роман «Женская жизнь» (1875, № 3 и 4 и 1877, № 3—5) и её «Картинки и наблюдения» (1876, № 8). Отдельно изданы: «До рассвета» (рассказы из детской жизни, СПб., 1873), «Картинки домашнего воспитания» (педагогические этюды, 2-е дополненное изд., СПб., 1885) и роман «Мысли и думы» (СПб., 1901).